# Zelanda
Genre
Synonymes
- Taieria Forster, 1979 nec Finlay & Marwick, 1937

Zelanda est un genre d'araignées aranéomorphes de la famille des Gnaphosidae.

## Distribution
Les espèces de ce genre sont endémiques de Nouvelle-Zélande.

## Liste des espèces
Selon World Spider Catalog (version 17.5, 15/11/2016) :
- Zelanda elongata (Forster, 1979)
- Zelanda erebus (L. Koch, 1873)
- Zelanda kaituna (Forster, 1979)
- Zelanda miranda (Forster, 1979)
- Zelanda obtusa (Forster, 1979)
- Zelanda titirangia (Ovtsharenko, Fedoryak & Zakharov, 2006)

## Publications originales
- Özdikmen, 2009 : Nomenclatural changes for three preoccupied Australian spider genera described by R. R. Forster (Arachnida: Araneae). Munis Entomology Zoology, vol. 4, p. 121-124 (texte intégral).
- Forster, 1979 : The spiders of New Zealand. Part V. Cycloctenidae, Gnaphosidae, Clubionidae. Otago Museum Bulletin, vol. 5, p. 1-95.